# 田中健吾
田中 健吾（たなか けんご、1974年12月 - ）は、日本の心理学者。大阪経済大学経営学部教授。博士（文学） (早稲田大学)。公認心理師。臨床心理士。認定心理士。専門社会調査士。専門は臨床社会心理学・産業心理学。

## 経歴
和歌山県生まれ。
- 1993年 和歌山県立桐蔭高等学校 卒業
- 1998年 早稲田大学人間科学部人間健康科学科 卒業
- 2000年 東京学芸大学大学院教育学研究科 学校教育専攻 修士課程 修了
- 2006年 早稲田大学大学院文学研究科 心理学専攻 博士後期課程 修了
- 2006年 博士（文学）早稲田大学
- 2003年 早稲田大学第一文学部心理学専修 助手
- 2005年 早稲田大学第二文学部 非常勤講師
- 2006年 大阪経済大学経営学部経営学科 専任講師
- 2009年 大阪経済大学経営学部経営学科 准教授
- 2014年 大阪経済大学経営学部経営学科 教授
- 2017年 大阪経済大学大学院経営学研究科長

## 著書・訳書
- 『ストレス心理学』（共著、川島書店） 2002年
- 『喪失体験とトラウマ - 喪失心理学入門』（分担訳、北大路書房） 2003年
- 『ソーシャルサポートの測定と介入』（分担訳、川島書店） 2005年
- 『男と女の対人心理学』（分担執筆、北大路書房） 2005年
- 『ストレスと健康の心理学』（共著、朝倉書店） 2006年
- 『社会的スキルを測る：KiSS-18ハンドブック』（共著、川島書店） 2007年
- 『ソーシャルスキルと職業性ストレス - 企業従業員の臨床社会心理学的研究』（晃洋書房） 2009年
- 『産業・組織心理学への招待』（共著、有斐閣） 2009年
- 『感情と思考の科学事典』（分担執筆、朝倉書店） 2010年
- 『対人プロセスと心理的諸問題 - 臨床社会心理学の視座』（監訳、晃洋書房） 2011年
- 『上司と部下のためのソーシャルスキル』（共著、サイエンス社） 2015年
- 『産業・組織心理学TOMORROW』（共編著、八千代出版） 2020年

## 所属学会
- 日本社会心理学会
- 日本心理学会
- 日本産業ストレス学会（評議員・理事）
- 経営行動科学学会
- 日本教育心理学会
- 日本社会医学会
- 日本健康心理学会
- 日本臨床心理士会
- 大阪府臨床心理士会